# فيروزا باك
فيروزا باك (بالإنجليزية: Fairuza Balk)‏ (و. 1974  م) هي ممثلة، وممثلة أفلام، وممثلة صوت، وموسيقية، من الولايات المتحدة.

## وصلات خارجية
- فيروزا باك على موقع IMDb (الإنجليزية)
- فيروزا باك على موقع قاعدة بيانات الأفلام العربية
- فيروزا باك على موقع ألو سيني (الفرنسية)
- فيروزا باك على موقع ميوزك برينز (الإنجليزية)
- فيروزا باك على موقع أول موفي (الإنجليزية)
- فيروزا باك على موقع قاعدة بيانات الأفلام السويدية (السويدية)
- فيروزا باك على موقع إن إن دي بي (الإنجليزية)
- فيروزا باك على موقع قاعدة بيانات الفيلم (الإنجليزية)
- فيروزا باك على موقع كينوبويسك (الروسية)